# Кая, Окинори
Окинори Кая (яп. 賀屋 興宣, 30 января 1889, Хиросима, Японская империя — 9 мая 1977, Токио) — финансист и государственный деятель Японской империи, министр финансов Японии в 1941 — 1944 годах, министр юстиции Японии в 1963 году.

## Биография
Родился 30 января 1889 года в Хиросиме. Окончил юридический факультет Токийского университета, после чего устроился в министерство финансов, работая в сфере бухгалтерского учёта. Участвовал в конференции по ограничению военно-морских вооружений, которая закончилась подписанием Лондонского морского договора.
В 1937 году был заместителем министра финансов в правительстве Сэндзюро Хаяси, в 1937—1938 годах был министром финансов в кабинете Фумимаро Коноэ. В 1939—1941 годах работал экономистом в Северном Китае. В 1941—1944 годах был министром финансов при правительстве Хидэки Тодзио.
После войны Международным военным трибуналом для Дальнего Востока был признан виновным по пунктам 1 (подстрекательство японского милитаризма и империализма), 27 (планирование и ведение войны против Республики Китай), 29 (планирование и ведение войны против США), 31 (планирование и ведение войны против Британского Содружества), 32 (планирование и ведение войны против Королевства Нидерландов), 54 (нарушение обычаев войны) и 55 (преступления против человечности). Был приговорён к 20 годам лишения свободы. 17 сентября 1955 года условно-досрочно освобождён.
После освобождения вступил в Либерально-демократическую партию, был министром юстиции с 18 июля по 9 декабря 1963 года. В ноябре 1972 года ушёл из политики.
Окинори Кая умер 9 мая 1977 года в Токио.

## Интересные факты
В некрологе журнала Time от 9 мая 1977 года были опубликованы слова Окинори Кая о том, что «коммунизм означает собачью жизнь».